# New Hampshire Grants

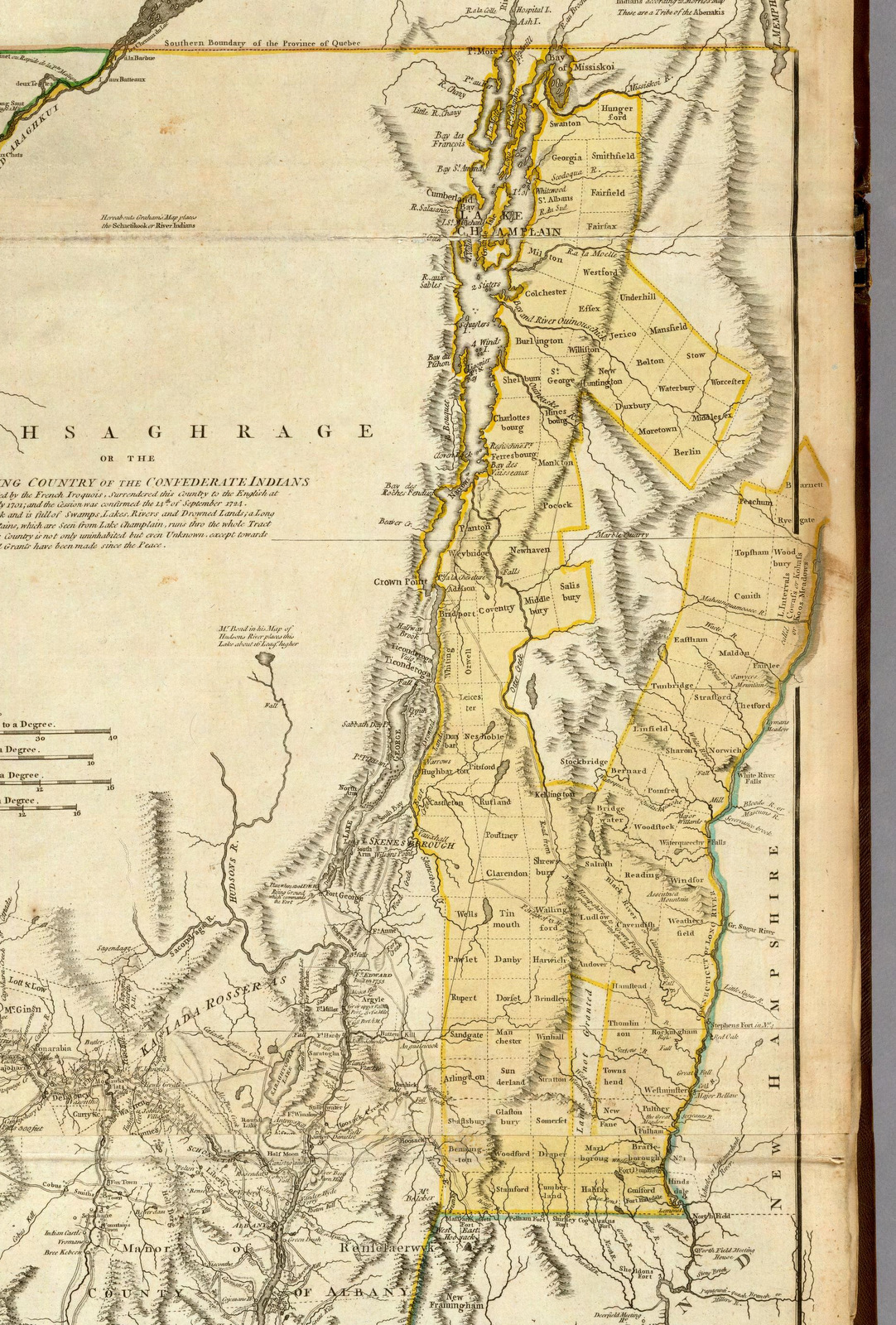
Historische Karte der New Hampshire Grants von 1776

Die New Hampshire Grants sind Landflächen, die zwischen 1749 und 1764 durch den Gouverneur Benning Wentworth der britischen New Hampshire Colony in bis dahin unerschlossenen Gebieten westlich des Connecticut River als Gemeinden ausgerufen und an Siedler verkauft wurden. Sie bildeten in wesentlichen Zügen die spätere Vermont Republic, aus der wiederum der 14. Bundesstaat der USA, Vermont, hervorging.
Um seine Landflächen zu erweitern und den Siedlern in seiner Kolonie neue Flächen anzubieten, rief Gouverneur Wentworth am 3. Januar 1749 eine bis dato unbesiedelte, urbar zu machende Fläche am westlichen Ufer des Connecticut River unter dem Schutz und als Teil der Kolonie New Hampshire aus, die er nach seinem eigenen Vornamen Bennington nannte, und verkaufte sie an interessierte Siedler. Dies rief den Protest der Kolonie New York hervor, weil ihnen die Gebiete am westlichen Ufer des Connecticut River von König George III. zugesprochen worden waren. Wentworth stoppte daraufhin die Besiedlung, um eine weitere Entscheidung des Königs abzuwarten, die aber nicht eintraf. Ab Ende 1753 kam es daher zu weiteren Landnahmen im umstrittenen Gebiet durch New Hampshire. Während der Unruhen, die durch den Siebenjährigen Krieg in der Kolonie entstanden waren, wurde die weitere Besiedlung zwischen 1754 und 1755 weitgehend eingestellt, danach aber weiter forciert. In zwei großen Besiedlungsaktionen wurden 1755 und 1757 insgesamt 108 Gebiete von durchschnittlich 90 km² zur Besiedlung ausgerufen und verkauft; die Flächen reichten rund hundert Kilometer entlang des Westufers des Connecticut River nach Norden und bis rund dreißig Kilometer östlich des Hudson River. 1762 wurde der Lake Champlain von Siedlern aus New Hampshire erreicht. Bis 1764 entstanden insgesamt 135 Flächen als New Hampshire Grants.
Zeitgleich begann New York mit dem Verkauf derselben Gebiete. Es teilte die Flächen anders ein, definierte und veräußerte wesentlich größere zusammenhängende Flächen als New Hampshire. Dadurch entstand ein Klassenunterschied in den Siedlerstrukturen: Während die Siedler auf Seiten New Hampshires meist mittelständische Bauern waren, kauften auf New Yorker Seite eher reiche Landlords, Großgrundbesitzer, die Flächen. Zwischen den Kolonien New York und New Hampshire eskalierte der Streit.
Der im März 1764 durch Wentworth erneut angerufene englische König George entschied schließlich den Streit zugunsten New Yorks: Mit königlicher Order vom 26. Juli 1764 wurde der Kolonie New York die Fläche zwischen dem Westufer des Connecticut River und dem Hudson River und von der Nordgrenze der Kolonie Massachusetts bis zum 45. Breitengrad (der heutigen Grenze zu Kanada) zugesprochen. Wentworth zog sich daraufhin nach der Ausrufung zweier letzter Siedlungsflächen im Oktober 1764 aus den Geschicken der New Hampshire Grants zurück.
New York erklärte daraufhin die Landverkäufe Wentworths für ungültig und bot sie den Siedlern, soweit die Flächen nicht bereits an andere Eigentümer veräußert waren, zum erneuten Kauf an. Dies führte zu erheblichen, bürgerkriegsähnlichen Unruhen, zur Gründung von Bürgermilizen und einer paramilitärischen Einheit, den Green Mountain Boys unter der Leitung von Ethan Allen. Bis 1777 wurde die New Yorker Kolonialherrschaft bekämpft, dann abgeworfen: Die Bevölkerung des Landstrichs erklärte sich für selbständig von der britischen Krone und der Kolonie New York. Da New York, inzwischen selbständiger Bundesstaat der 1776 gegründeten Vereinigten Staaten, nach wie vor Anspruch auf die Ländereien und Steuern dieses Gebietes erhob, wurde das Gebiet nicht in diesen Staatenbund aufgenommen, obwohl dies erklärtes Ziel der Siedler war. Dies hätte aber den Streit in die Reihen der Mitglieder des jungen, politisch noch nicht gefestigten Bundes getragen. So musste als Übergangslösung 1777 zunächst die Vermont Republic gegründet werden, die zum einen für die notwendige administrative Arbeit zuständig war und sich zum anderen um die Lösung der offenen Streitfragen mit New York bemühen musste. Der Streit wurde schließlich durch Zahlung einer Geldsumme beigelegt und die Grants 1791 als 14. Bundesstaat der Vereinigten Staaten unter dem Namen Vermont aufgenommen.